# خير الكلام في التقصي عن أغلاط العوام (كتاب)
خير الكلام في التقصي عن أغلاط العوام
- المؤلف : علي بن بالي القسطنطيني
- الناشر : مؤسسة الرسالة - بيروت
- الطبعة الثانية ، 1983
- تحقيق : د.حاتم صالح الضامن
- عدد الأجزاء : 1[1]